# Fusil de francotirador PSL
El PSL (Puşcă Semiautomată cu Lunetă model 1974; Fusil Semiautomático con Mira telescópica modelo 1974, en rumano) es un fusil de francotirador semiautomático rumano. También es llamado  PSL-54C, Romak III, FPK, FPK Dragunov y SSG-97 (scharfschutzengewehr - 1997). A pesar de ser parecido al SVD Dragunov, el PSL está basado en la ametralladora ligera RPK.

## Descripción

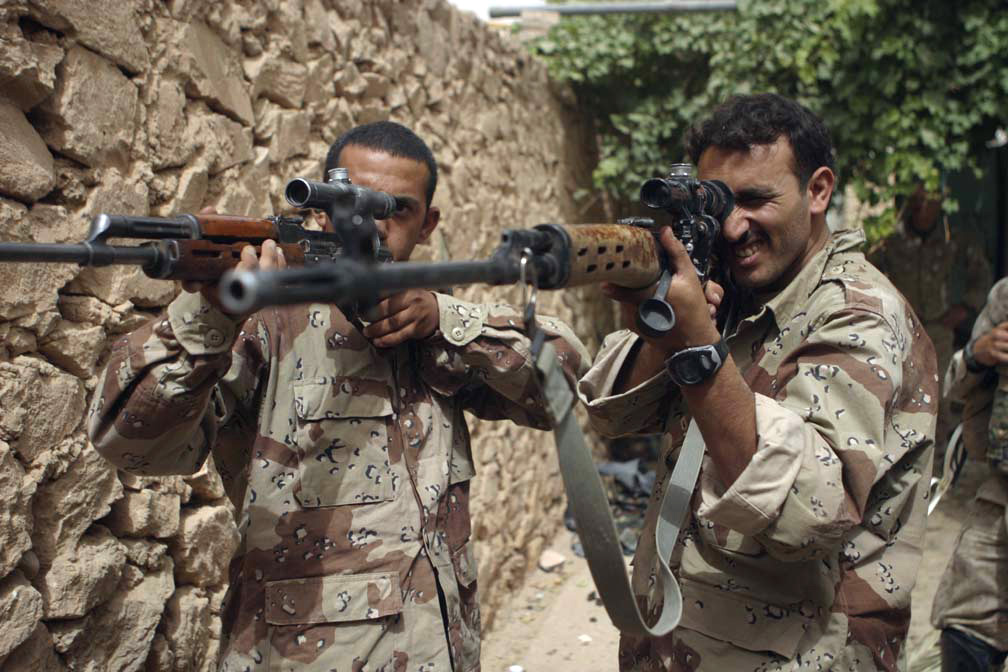
Soldados de las Fuerzas de Seguridad Irakíes con un PSL (izquierda) y un Dragunov (derecha).

Los fusiles PSL fueron originalmente fabricados por el arsenal Regia Autonomă Pentru Producţia de Tehnică Militară - RATMIL Cugir de Cugir, Rumania. Tras la consolidación de los arsenales militares después de que Rumanía fuese admitida en la OTAN, la producción del PSL ahora se lleva a cabo en la SC Fabrica de Arme Cugir SA (arsenal ARMS) de la misma ciudad, que ha sido reequipada con nuevas maquinarias compradas en Bélgica y Croacia.
El papel principal del PSL es de ser empleado por el tirador designado de un pelotón para atacar blancos que se encuentran fuera del alcance de los fusiles AKM. Está construido a partir de un cajón de mecanismos de chapa de acero estampada, similar al de la ametralladora ligera RPK; como tiene una sección frontal más ancha, le permite montar un soporte de cañón reforzado y más resistente. El sistema de gases del PSL emplea el mismo pistón de recorrido largo de la serie de fusiles diseñados por Mijaíl Kaláshnikov. Su forma es similar a la del Dragunov, pero ninguna de sus piezas es intercambiable.
El PSL emplea el mismo cartucho 7,62 x 54 R que el Dragunov, siendo alimentado desde un cargador extraíble de 10 cartuchos. El cargador del PSL se distingue del cargador del Dragunov por una X estampada en sus lados, en lugar el patrón cuadriculado de los cargadores rusos y chinos. A pesar de tener forma y tamaño similares, los cargadores no pueden intercambiarse entre el Dragunov y el PSL sin una modificación previa.
El PSL está en servicio en Rumanía desde la década de 1970, siendo ampliamente vendido en el mercado mundial de armas.[cita requerida] Son frecuentemente encontrados en Irak, donde parecen ser bastante populares. La sencillez del fusil lo hace ideal para ser empleado y mantenido por soldados. Ya que su mecanismo es una variante del AKM, es sumamente fiable a pesar de la falta de mantenimiento y resiste a la arena y otros residuos. El diseño de la retícula de la mira telescópica es sencillo de emplear, permitiendo estimar con rapidez y precisión razonable la distancia sin necesidad de cálculos matemáticos. Con entrenamiento básico, una persona promedio armada con un PSL puede atacar blancos a distancias que sobrepasan el alcance de fusiles de asalto sin mira telescópica como el AKM, AK-47, etc. Sin embargo, la precisión varía mucho entre un fusil y otro, probablemente debido a un insuficiente control de calidad durante su fabricación. En manos de un tirador hábil y con munición de calidad, como los cartuchos 7N1 y 7N14, un PSL puede lograr impactos a 1 minuto de arco o menos, mientras que los fusiles de asalto apenas pueden hacer impactos a 3 MDA.
Los fusiles PSL tienen algunas características particulares. La culata esquelética es parecida a la del Dragunov, pero incluye una cantonera de chapa de acero estampada y corrugada que va sobre un resorte. Cuando se dispara el fusil, ayuda a reducir el retroceso hasta cierto punto. La carrillera sobre el lomo de la culata está inclinada para tiradores diestros. Algunos propietarios sienten que la carrillera no es lo suficientemente alta para apoyar el carrillo, por lo que tienen que pegar el mentón a la culata para apuntar.  
La culata es mucho más corta que aquellas a las cuales están acostumbrados los tiradores occidentales. Esto se debe a que los soldados rumanos frecuentemente operan en climas muy fríos y visten abrigos gruesos. En teoría, a la culata se le monta una extensión de caucho en verano. Pero ninguna es suministrada con el fusil.

### Mira telescópica LPS 4x6° TIP2

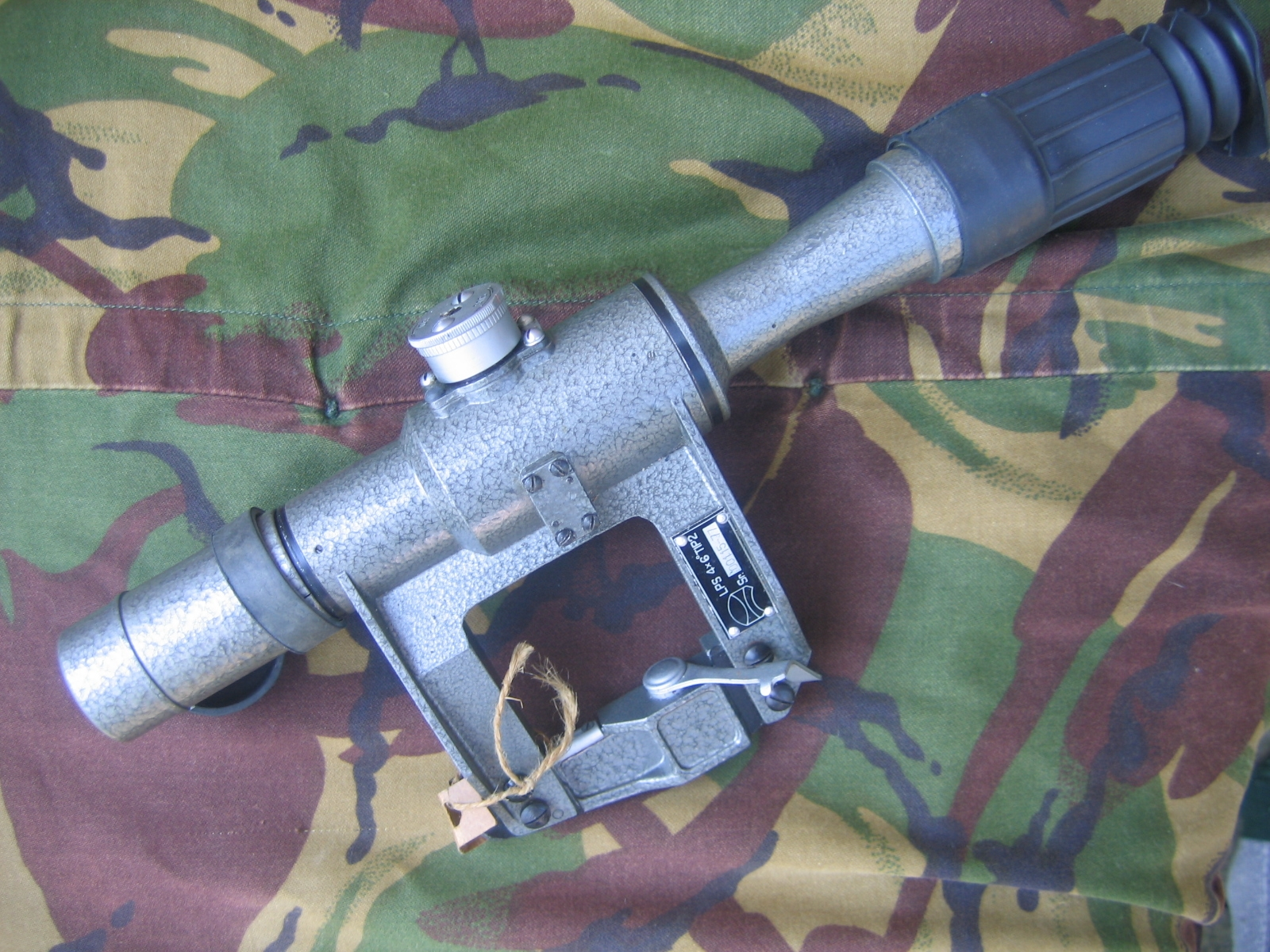
Mira telescópica militar LPS 4x6° TIP2 de 4x24 aumentos.

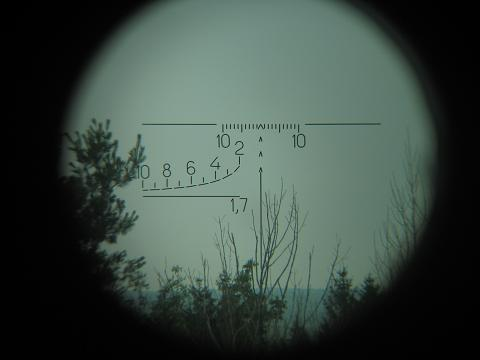
Retícula con telémetro estadimétrico.

La mira telescópica del PSL está fabricada en Bucarest por la empresa I.O.R. (Întreprinderea Optică Română; Empresa Óptica Rumana). La I.O.R. es una compañía rumana que ha fabricado artículos ópticos desde 1936. Actualmente emplean cristales alemanes Schott bañados con el sistema T-3 de Carl Zeiss para eliminar la reflexión y maximizar la transmisión de la luz. Se desconoce que tipo de cristales y baños emplearon cuando produjeron la mira telescópica del PSL, sin embargo I.O.R. tiene una larga historia de colaboración con fabricantes de artículos ópticos de Europa occidental, manteniendo estos lazos a pesar de hallarse tras la Cortina de Hierro. En 1967 I.O.R. colaboró con diversos fabricantes alemanes y en 1975 se estableció una sociedad con Carl Zeiss que tuvo como resultado una mayor expansión y modernización.
El PSL fue originalmente suministrado con la versión Tipo 1 de la mira telescópica LPS. Esta mira telescópica de 4x24 aumentos era más o menos idéntica a la mira telescópica rusa PSO-1 con una retícula iluminada mediante batería y un filtro detector de luz infrarroja. Estas miras telescópicas dejaron de ser producidas alrededor de 1974 y son bastante escasas hoy en día, por lo que los coleccionistas pagan grandes sumas por ellas. Poco tiempo después la mira telescópica LPS fue revisada para simplificar su mantenimiento y construcción.
Usualmente el PSL es suministrado con una mira telescópica de 4x24 aumentos llamada LPS 4x6° TIP2 (Luneta Puṣca Semiautomata Tip 2; Mira telescópica de Fusil Semiautomático Tipo 2, en rumano), que es una versión simplificada de la mira telescópica rusa PSO-1. Esta mira telescópica tiene 4x aumentos, un ángulo de visión de 6° y lentes de 24 mm de diámetro. Comparte el diseño básico y el telémetro estadimétrico de la retícula de la mira telescópica rusa PSO-1. La perilla de elevación de la mira telescópica LPS 4x6° TIP2 tiene compensación de la caída de la bala (CCB) en incrementos de 50 m para blancos a distancias que van desde 100 m hasta 1.000 m. Esta característica debe ajustarse en la fábrica para una trayectoria balística particular obtenida a partir de la combinación del fusil y el cartucho a una densidad del aire predefinida. Inevitablemente pueden ocurrir errores de la CCB si las condiciones ambientales y meteorológicas difieren de las condiciones en que se calibró la CCB. Los tiradores pueden ser entrenados para compensar estos errores. Además de la elevación con CCB, la perilla del azimut o ajuste horizontal también puede ser accionada por el usuario sin necesidad de retirar su tapa protectora. La iluminación de la retícula de la mira telescópica LPS 4x6° TIP2 es a base de tritio radioactivo. La fuente de luz de tritio debe ser reemplazada cada 8-12 años, ya que gradualmente pierde su brillo debido a la desintegración radioactiva.
La mira telescópica LPS 4x6° TIP2 es suministrada con un parasol que se acopla al ocular para reducir/eliminar la distorsión de la imagen debido a la luz y cubiertas para proteger los lentes de la intemperie y de daños.

### Sistema de montaje

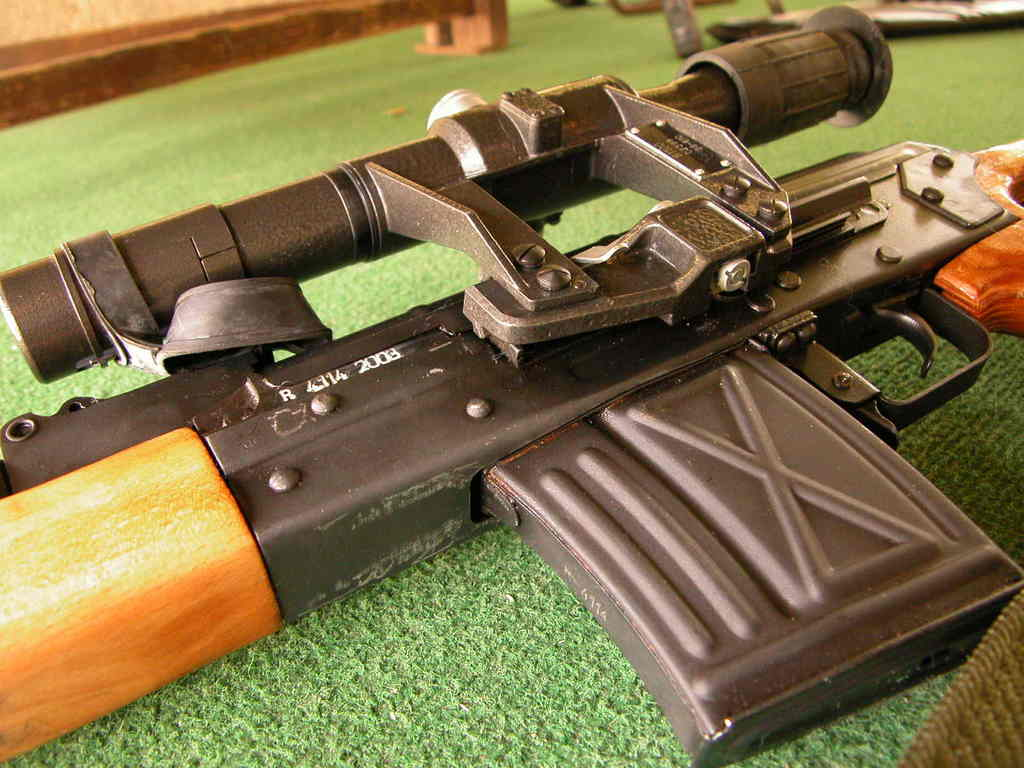
Detalle del sistema de montaje.

Al montaje particular de la mira telescópica LPS se le puede ajustar la tensión en el riel lateral del fusil. El riel lateral es un montaje del Pacto de Varsovia en cola de milano de diseño similar al empleado en los fusiles Dragunov y las miras telescópicas PSO-1, posicionando el eje de la mira telescópica al lado izquierdo del cajón de mecanismos y el cañón.
El montaje del Pacto de Varsovia tiene una tuerca ranurada que se fija en la parte inferior de la palanca de fijación. La porción accionada por resorte de la pinza debe presionarse para aflojar o ajustar la tuerca ranurada.
La mira telescópica puede retirarse fácilmente del cajón de mecanismos del fusil al mover la palanca a la posición abierta, para luego deslizar hacia atrás el soporte de la mira. Esto permite acceder con facilidad a la cubierta del cajón de mecanismos cuando se necesita retirarla para limpiar el arma.
Debido a que está montada a la izquierda y la relativa altura de su montaje, se pueden emplear el alza y el punto de mira del PSL con la mira telescópica LPS montada, aunque el posicionamiento del eje central de esta última puede no ser confortable para todos los tiradores.

## Versión de cacería

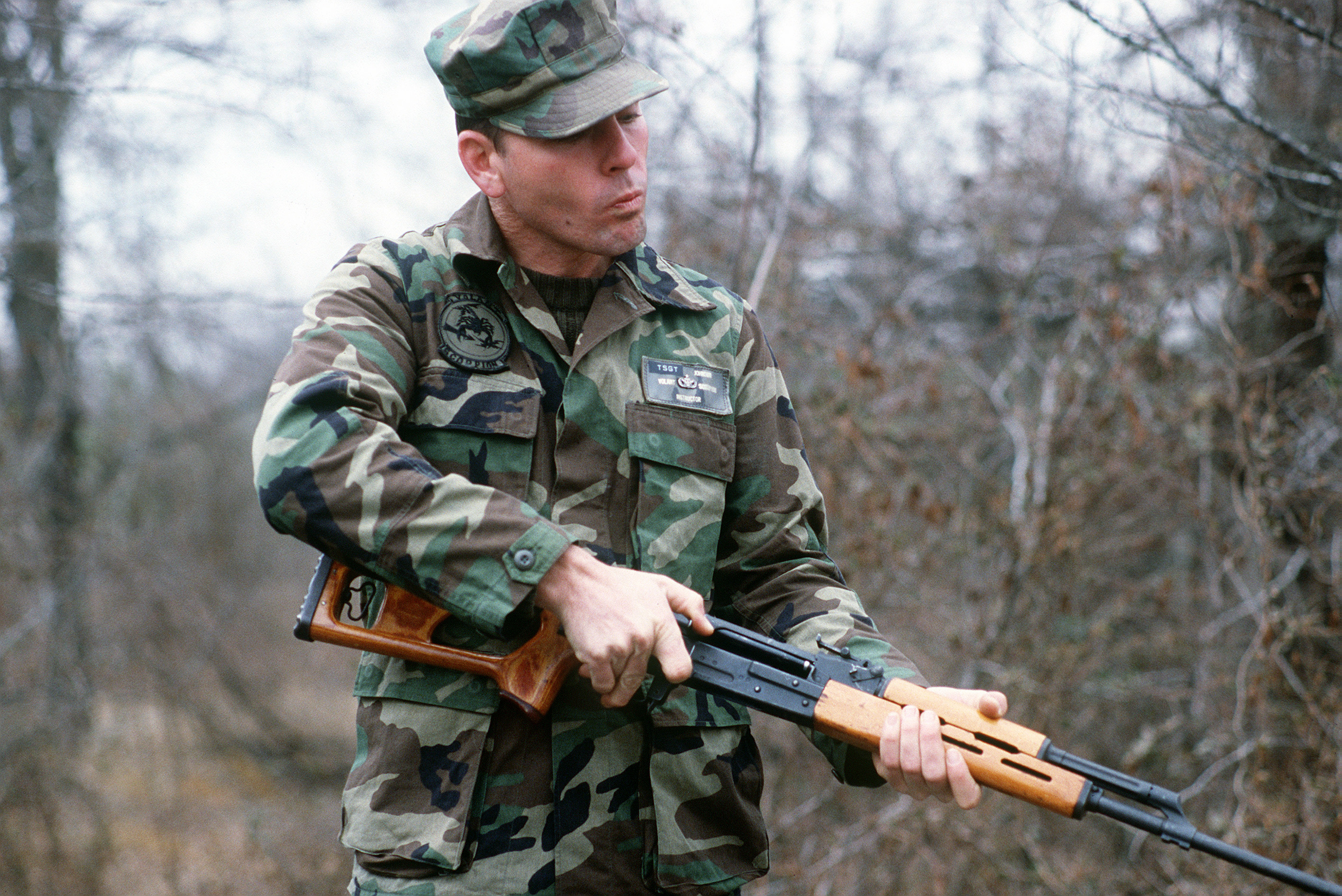
Un Sargento Técnico estadounidense enseña el uso de un fusil PSL durante la Maniobra Escorpión Volante.

Una versión de cacería del PSL, para exportación, es ofertada con los nombres de PSL-54C, Romak III, FPK, FPK Dragunov o SSG-97. Esta arma es idéntica al PSL militar original, excepto por algunas modificaciones para cumplir con las leyes estadounidenses sobre importación de fusiles de cacería. Estas modificaciones incluyen la retirada del riel para bayoneta, así como el reemplazo del cajón de mecanismos militar original, que tiene un mecanismo de gatillo con tres ejes en lugar de dos. El tercer agujero es para un retén de seguridad que se cree le permite al usuario transformarlo en un fusil automático. Las versiones importadas a Estados Unidos son fabricadas con un cajón de mecanismos semiautomático rumano, aprobado por la Agencia de Alcohol, Tabaco, Armas de Fuego y Explosivos. Falta el llamado "tercer agujero", por lo que el mecanismo del gatillo está simplificado y omite el retén de seguridad "automático". El PSL militar no es capaz de dispara en modo automático, sin embargo incluye este retén de seguridad para evitar que el martillo del fusil se accione antes que el cerrojo esté completamente cerrado y fijado en su lugar. Debido a este hecho y a la falta de un percutor accionado por resorte, en teoría los PSL civiles estadounidenses podrían disparar antes que el cerrojo esté totalmente cerrado. Además los fusiles civiles estadounidenses omiten el mecanismo que mantiene abierto el cerrojo al disparar el último cartucho, que si se encuentra en los fusiles militares.
Todas las versiones de cacería del PSL están construidas con piezas rumanas originales y ensambladas tanto en Rumania como en los Estados Unidos, algunas empleando cajones de mecanismos de fabricación estadounidense. Algunos ejemplares de la versión de cacería también estuvieron disponibles en 7,62 x 51 OTAN (.308 Winchester), al contrario del 7,62 x 54 R que usualmente emplean estos fusiles. También fue ofertado un PSL con un cañón de 406,4 mm como el FPK Paratrooper, aunque no existe tal fusil en el Ejército rumano, siendo solo una variante de producción estadounidense. Estos fusiles fueron principalmente importados por Century Arms International, InterOrdnance y Tennessee Gun Importers (TG Knox).

## Usuarios

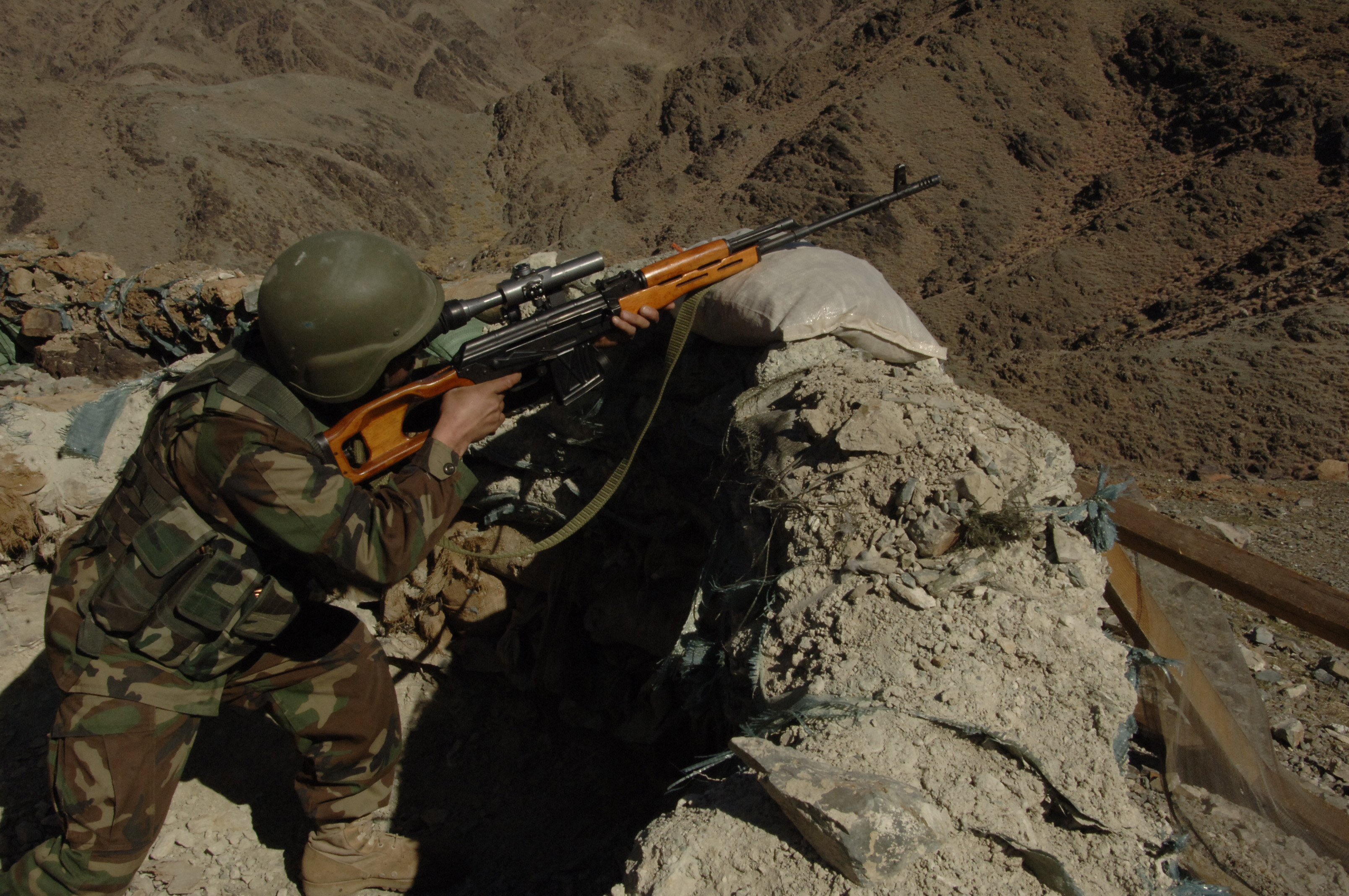
Soldado del Ejército Nacional Afgano armado con un PSL.

- Rumania[3]
- Bangladés[4]
- Irak[3]
- Siria[5]
- Ucrania[6]

## Galería

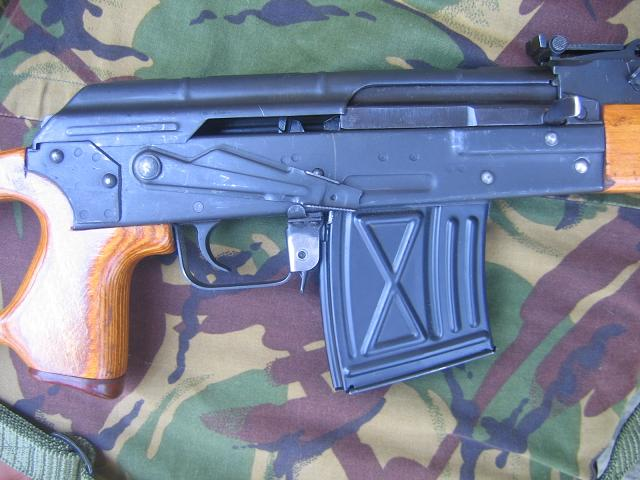
Detalle del cajón de mecanismos del PSL.
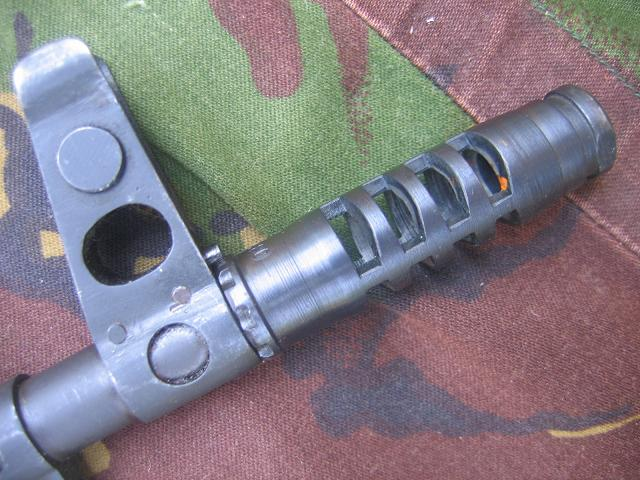
Freno de boca.
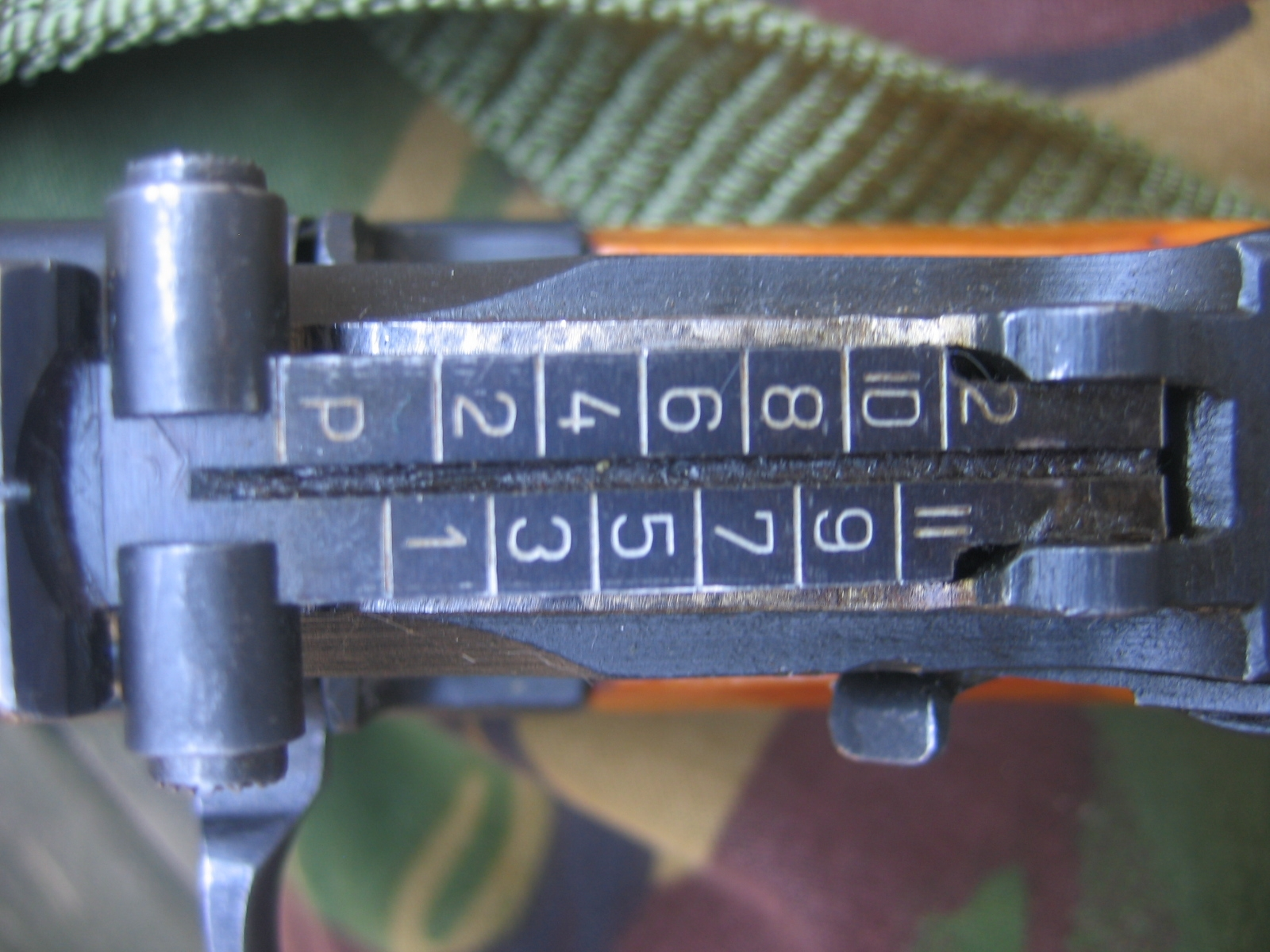
Alza.
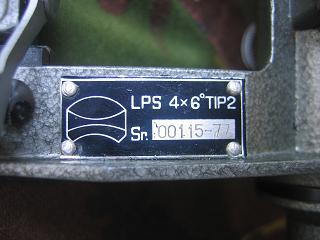
Número de serie de la mira telescópica LPS 4x6° TIP2.
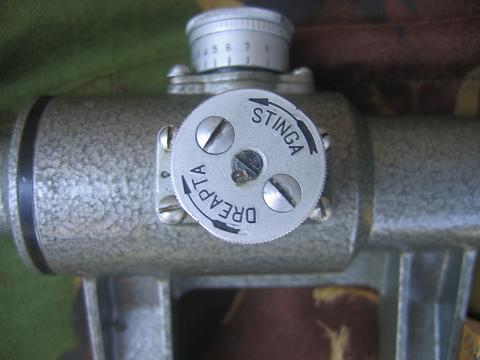
Marcas de la perilla de azimut.
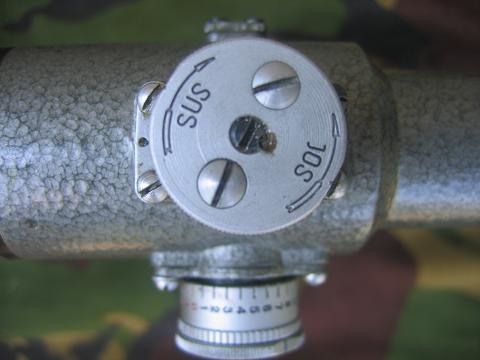
Marcas de la perilla de elevación.
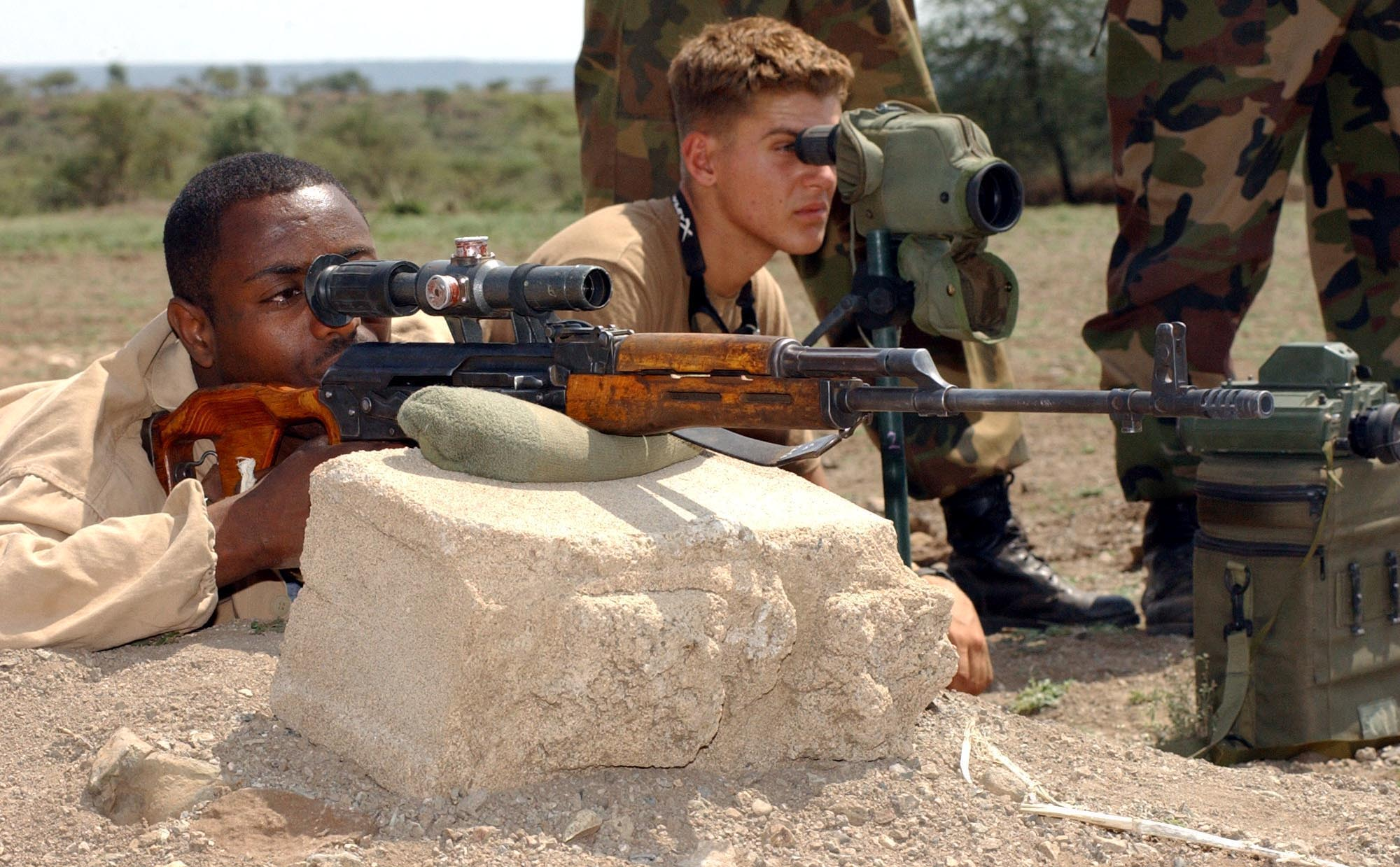
Un soldado etíope dispara un PSL en un polígono de tiro fuera de Camp Ramrod, Etiopía.
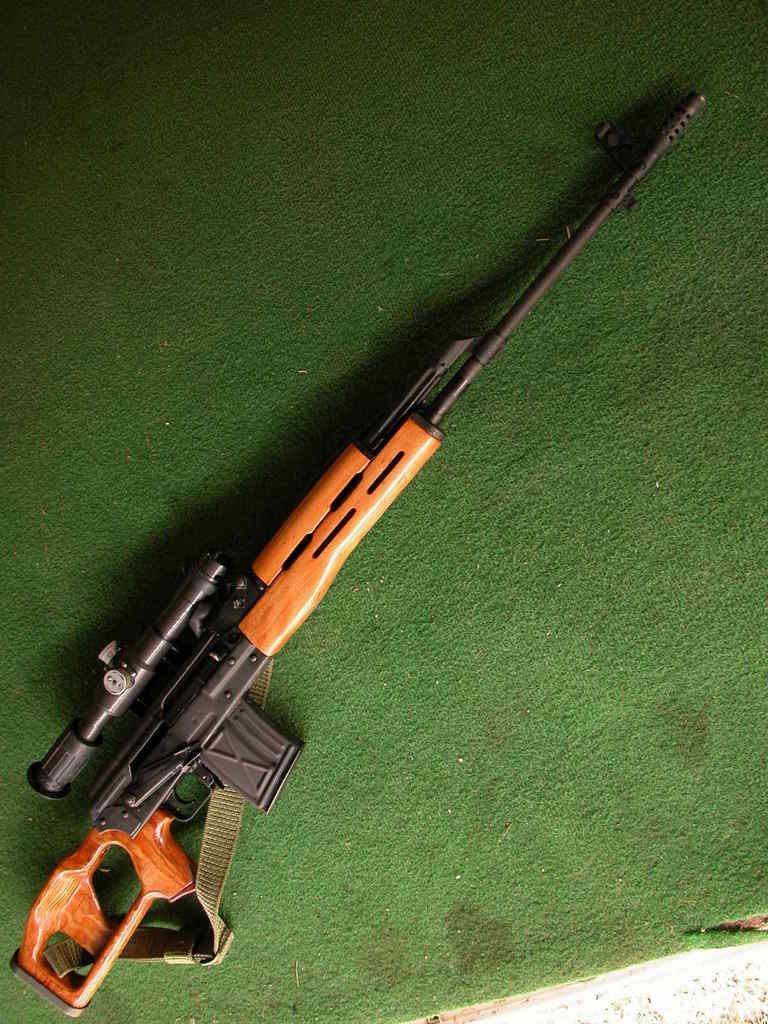
Fusil PSL.
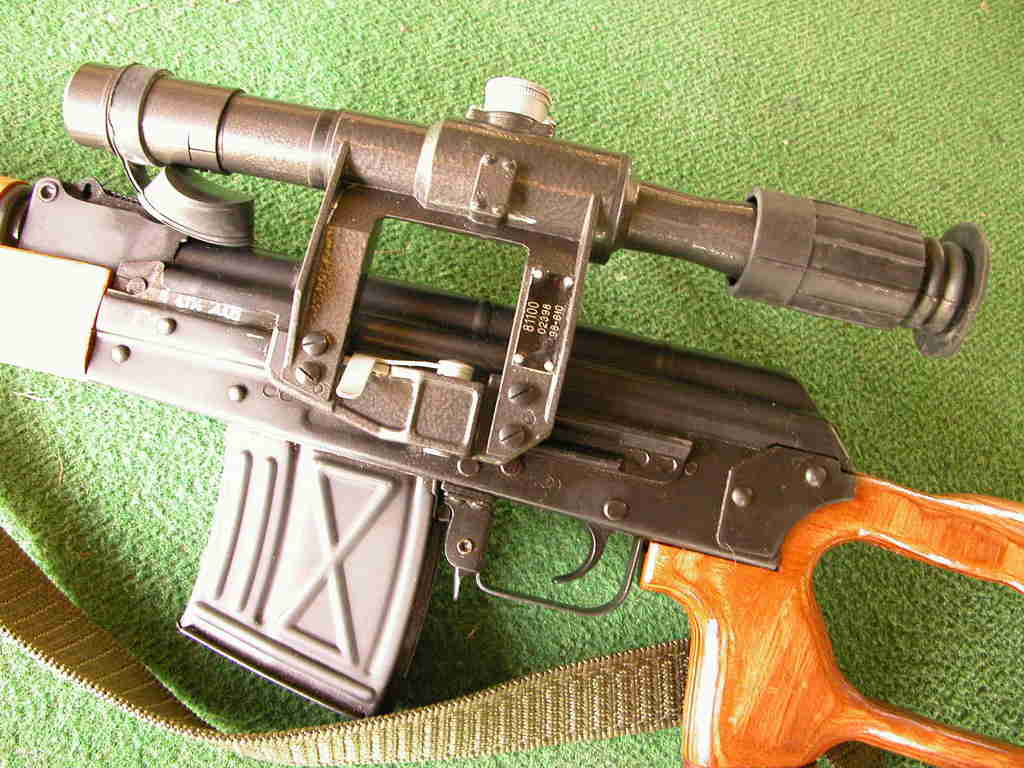
Detalle de la mira telescópica del PSL.